# يوليا بولياتشيخينا
يوليا سيرجيفنا بولياتشيخينا (بالروسية: Юлия Сергеевна Полячихина; ولدت في 6 فبراير 2000) عارضة أزياء روسية، حاملة لقب مسابقة ملكة جمال سابقة بعدما توجت ممثلة ولاية تشوفاشيا بمسابقة ملكة جمال روسيا 2018. مثلت روسيا في مسابقة ملكة جمال الكون 2018
في بانكوك ، تايلاند ، لكنها لم تكن موفقة في المنافسة. 

## حياتها المبكرة
ولدت يوليا في تشيبوكساري لأبوين روسيين وهما سيرغي بولياتشيخن، وأولغا بولياتشيخينا، ولديها شقيقة اسمها أنستازيا أصغر منها بأحد عشرة عامًا..  تدرس يوليا بولياتشيخينا الصحافة في جامعة تشيبوكساري. عملت كعارضة أزياء محترفة في باريس وأوساكا.

## روابط خارجية
- يوليا بولياتشيخينا على إنستغرام

| الجوائز و الإنجازات | الجوائز و الإنجازات  | الجوائز و الإنجازات |
| ------------------- | -------------------- | ------------------- |
| سبقه بولينا بوبوفا  | ملكة جمال روسيا 2018 | تبعه ألينا سانكو    |